# Servilletero (aro)

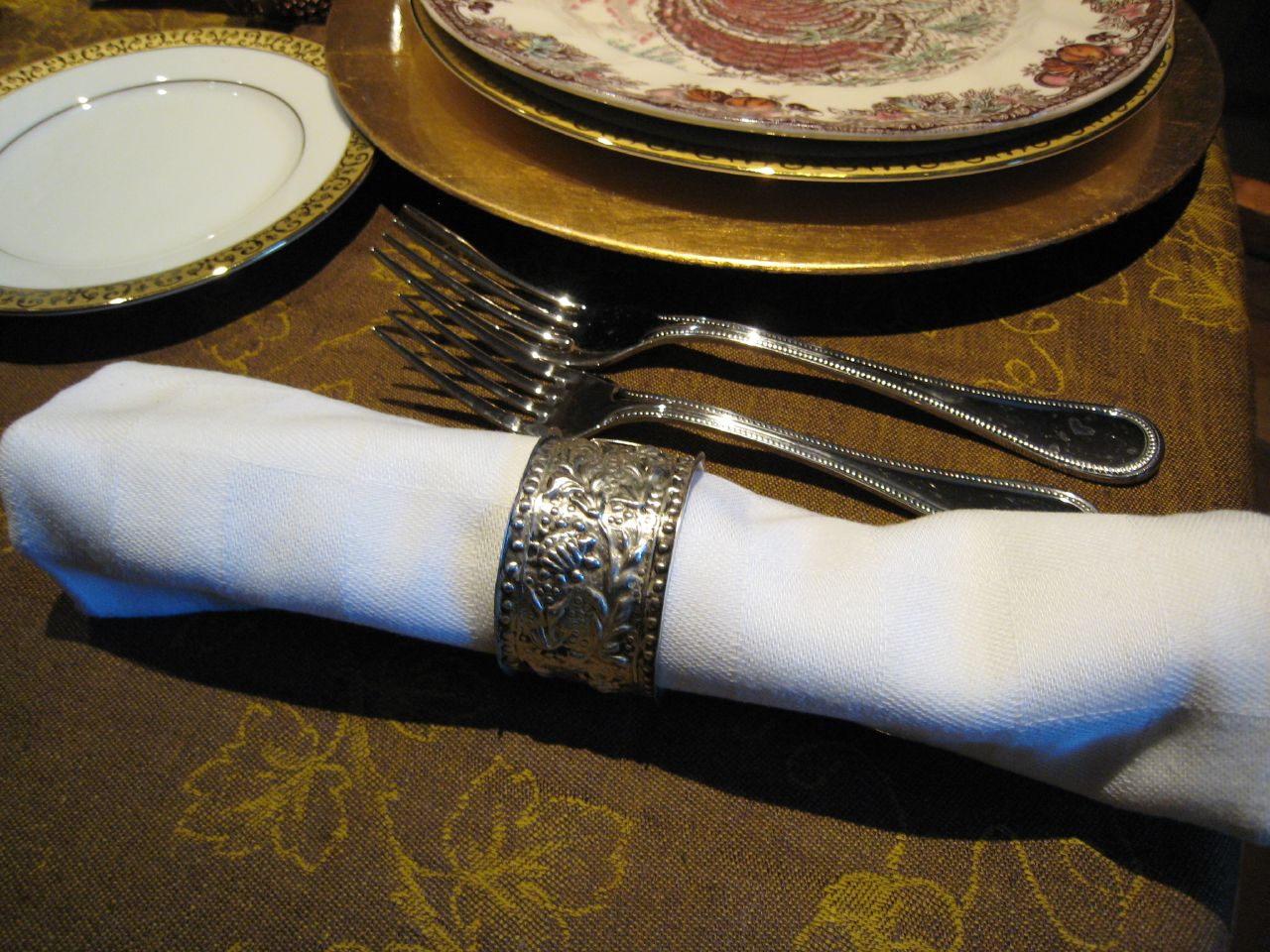
Servilleta enrollada en el interior de un servilletero de plata

Un servilletero es un utensilio de mesa en forma de aro, en cuyo interior se dispone una servilleta arrollada. El término servilletero también se utiliza para designar a una caja o soporte que sirve para contener servilletas de papel. 

## Uso
Los servilleteros sirven para identificar las servilletas de tela en un hogar entre los días de lavado semanales, de forma que cada miembro de la familia pueda distinguir fácilmente su servilleta para su exclusivo uso personal. Adicionalmente, también sirven para mantener la forma de las servilletas, contribuyendo a mejorar el aspecto estético de un servicio de mesa y el orden del mismo.
La generalización del uso de las servilletas de papel, ha hecho desaparecer parcialmente esta costumbre. Antiguamente, era habitual que cada aro estuviese marcado con el nombre o con las iniciales del propietario, especialmente cuando formaban parte del ajuar en enlaces matrimoniales. En los países de habla inglesa, se encuentran conjuntos numerados de 4, 6, 8, 10 o 12 servilleteros. En la actualidad, existen juegos de servilleteros (normalmente moldeados en materiales plásticos o modelos artesanales de madera pintada) en los que cada pieza se distingue fácilmente de las demás por su color, o bien por su forma (en este caso, es habitual utilizar siluetas de animales, frutas o cualquier motivo fácilmente recordable).

## Historia
Los anillos de servilleta son un invento de la burguesía europea, que apareció por primera vez en Francia alrededor de 1800 y pronto se extendió a todos los países del mundo occidental. La mayoría de los servilleteros del siglo XIX estaban hechos de plata o alpaca, aunque también podían fabricarse de hueso, madera, bordados de perlas, porcelana, vidrio y otros materiales. A partir del siglo XX se comenzaron a utilizar plásticos como la baquelita o el PVC, dentro de una gran variedad de materiales nuevos.
Truman Capote caracterizó en su novela Crucero de verano de 1948 a una niña como tan pequeño burguesa como un servilletero.

## Coleccionismo
Los servilleteros figurativos, en los que el aro se integra en una pequeña figura o escultura que puede tomar cualquier forma y mostrar distintos motivos, son más propios de la cultura de los Estados Unidos. Como elementos decorativos, son buscados por los coleccionistas y son objeto de compra y venta en el comercio de antigüedades.

## Galería

Servilleteros
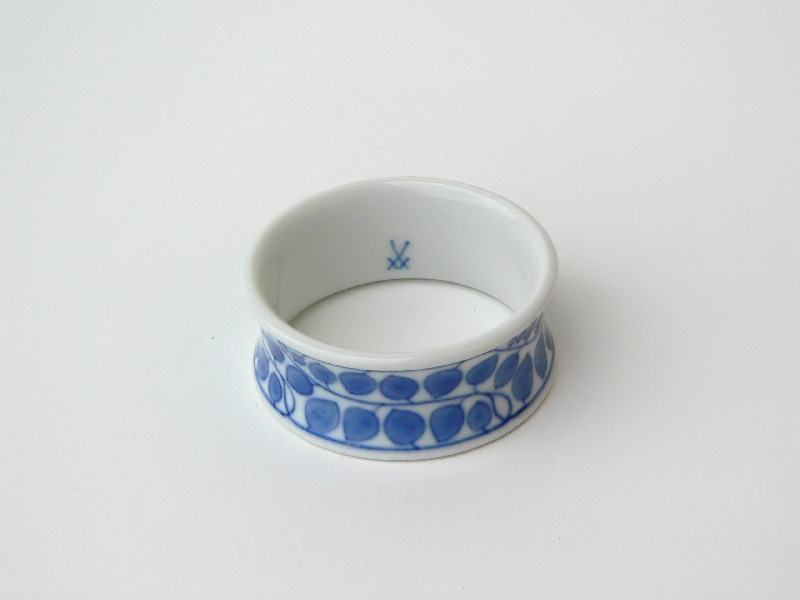
Porcelana de Meissen
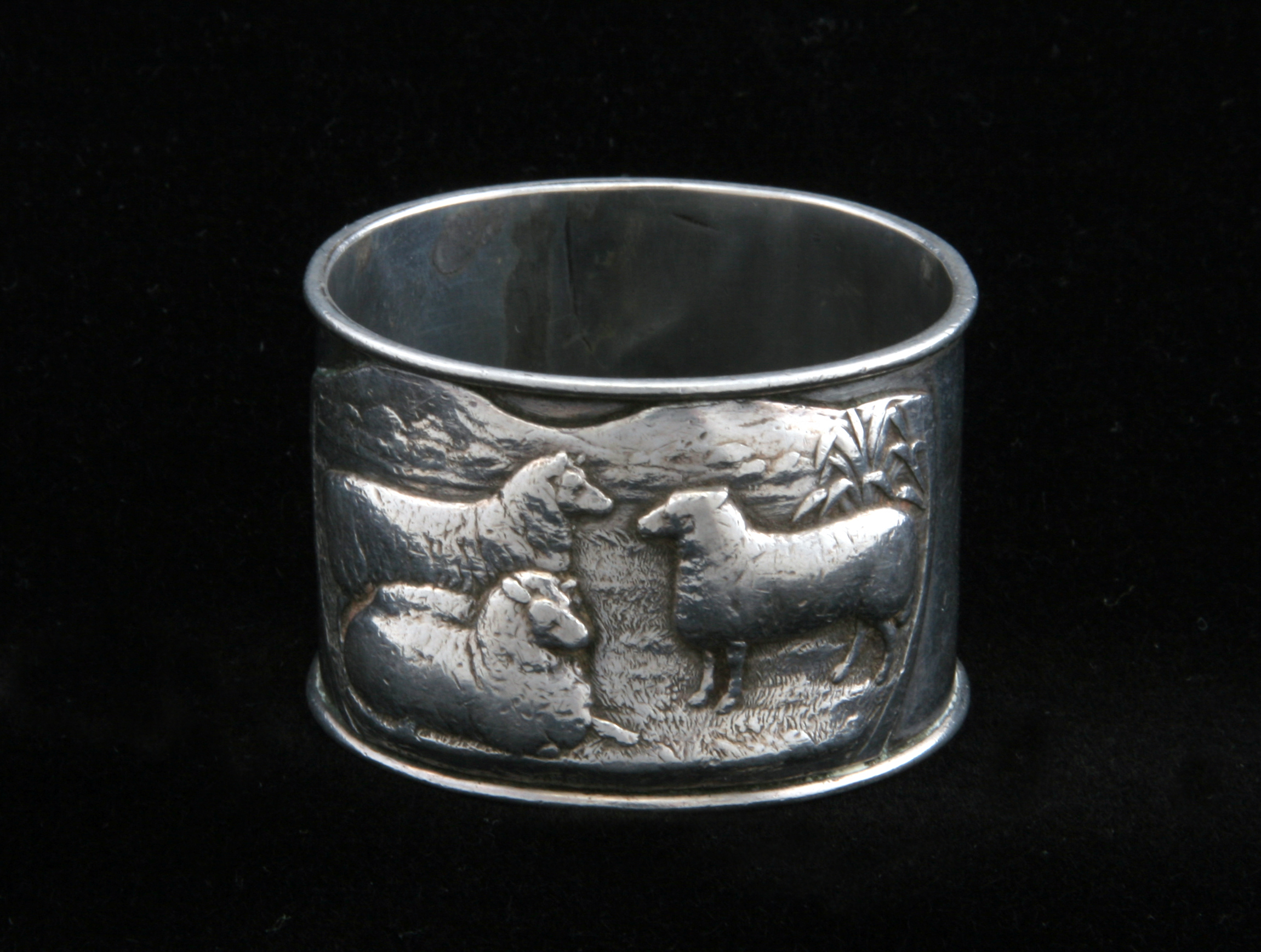
Servilletero de plata de 1869
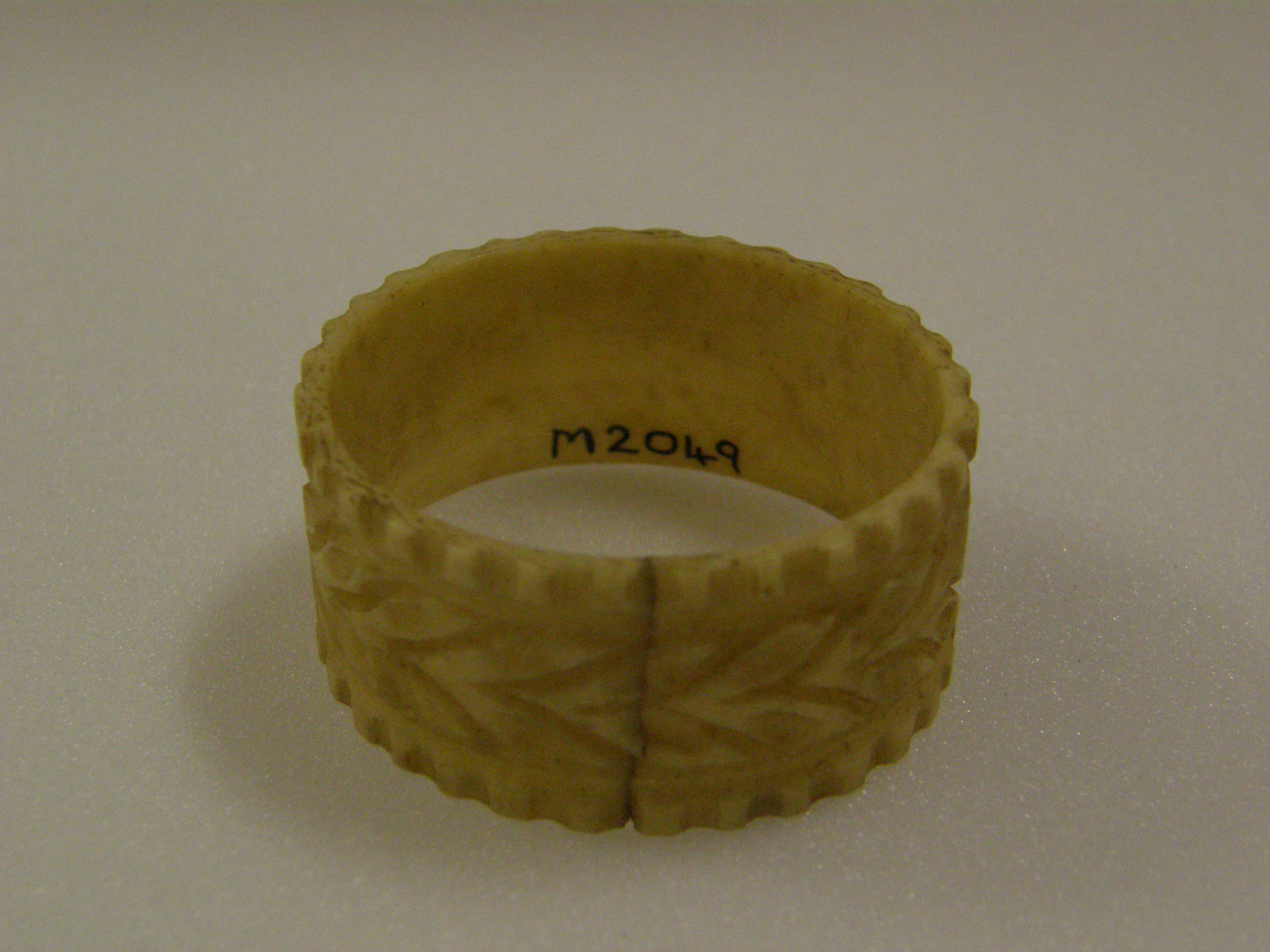
Servilletero de marfil
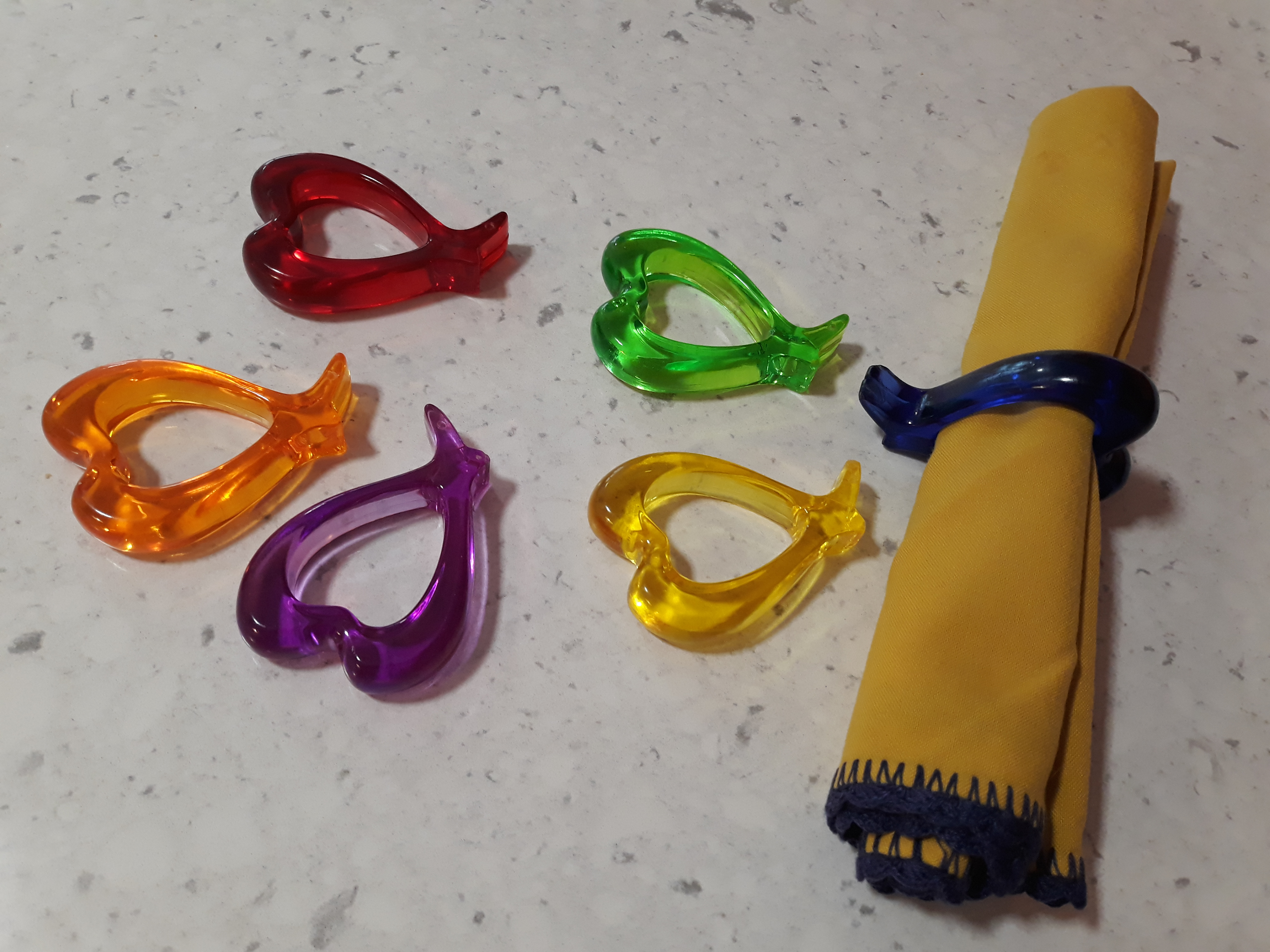
Juego de servilleteros de plástico de colores